# Потапов Василь Іванович
Потапов Василь Іванович (нар. 14 січня 1948, Двулучне, Білгородська область, РСФСР) — український політик, член Партії регіонів (з квітня 2001); колишній народний депутат України.
Народився 14 січня 1948 року (село Двулучне, Валуйський район, Білгородська область, Росія) в селянській сім'ї; росіянин; дружина Віра Іванівна (1952); дочки Людмила (1973) і Олена (1980).
Освіта: Український заочний політехнічний інститут (1966—1972), інженер-електромеханік.
Народний депутат України 6-го скликання з листопада 2007 до грудня 2012 років від Партії регіонів, № 116 в списку. На час виборів: народний депутат України, член Партії регіонів. Член фракції Партії регіонів (з листопада 2007). Член Комітету з питань бюджету (з грудня 2007).
Народний депутат України 5-го скликання з квітня 2006 до листопада 2007 років від Партії регіонів, № 30 в списку. На час виборів: народний депутат України, член Партії регіонів. Член фракції Партії регіонів (з травня 2006). Член Комітету з питань бюджету (з липня 2006).
Народний депутат України 4-го скликання з квітня 2002 до квітня 2006 років, виборчій округ № 178, Харківська область, висунутий Блоком «За єдину Україну!». «За» 35.10 %, 8 суперників. На час виборів: заступник голови Харківської облдержадміністрації, член Партії регіонів. Член фракції «Єдина Україна» (травень — червень 2002), уповноважений представник групи «Європейський вибір» (червень 2002 листопада 2003), член фракції «Регіони України» (листопад 2003 — вересень 2005), уповноважений представник фракції Партії «Регіони України» (з вересня 2005). Голова підкомітету з питань бюджетної політики та відслідковування впливу законодавства на формування і виконання бюджетів України Комітету з питань бюджету (з червня 2002).
- 1966—1968 роки — машиніст компресора кисневої станції, Куп'янська філія Харківського машинобудівного заводу «Серп і молот».
- З 1968 року — інженер-конструктор, інженер бюра наладки відділу головного механіка, з 1973 року — заступник начальника, начальник енерготичного цеху, липень 1979 — серпень 1980 роки — заступник секретаря партійного комітету Куп'янського ливарного заводу.
- Серпень 1980 — грудень 1986 роки — завідувач організаційного відділу, грудень 1986 — березень 1990 роки — другий секретар Куп'янського міського комітету КПУ.
- Березень — листопад 1990 року — голова Куп'янської міської ради народних депутатів.
- Листопад 1990 — березень 1991 років — перший секретар Куп'янського міського комітету КПУ.
- Березень 1991—1998 роки — голова Куп'янської міської ради народних депутатів; Куп'янський міський голова.
- 1998—2000 роки — перший заступник голови Харківської обласної державної адміністрації.

Довірена особа кандидата на пост Президента України Віктора Януковича в ТВО № 180 (2004—2005).
Колишній голова Харківського регіонального відділення Партії регіонів (з червня 2001); член Політичного виконавчого комітету Партії регіонів.
Лауреат Державної премії України в галузі науки і техніки (2004). Заслужений будівельник України. Орден «Знак Пошани». Почесна грамота Кабінету Міністрів України. Відмінник освіти України. Орден «За заслуги» III ступеня (серпень 2011).
Державний службовець 3-го рангу (березень 2000).